# Duque de Toledo

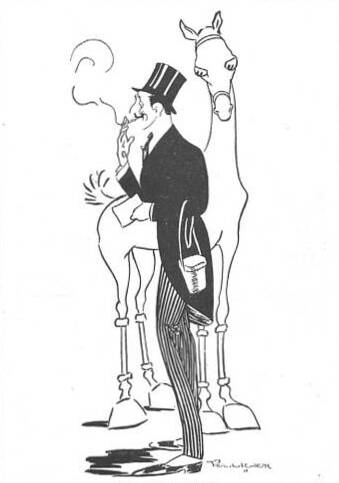
Caricatura de Alfonso XIII, nombrado como duque de Toledo, como figura del turf español.

Duque de Toledo fue el título de incógnito utilizado por Alfonso XIII de España.

## Historia
La abuela de Alfonso XIII, Isabel II, ya había utilizado como título de incógnito en sus viajes el de condesa de Toledo. Alfonso XIII había utilizado desde 1905, el título de conde de Covadonga, que ya había utilizado su padre como título de incógnito en sus viajes. Alfonso XIII había utilizado este título de incógnito para sus viajes, así como para actividades como la compra de automóviles.
Alfonso XIII utilizó el título de duque de Toledo desde, al menos, el verano de 1907. Cuando viajaba de incógnito acompañado por su mujer, Victoria Eugenia, también utilizaban conjuntamente el título de duques de Toledo.
El monarca utilizaría el título no sólo para poder viajar con mayor libertad, sino que lo utilizó para participar en actividades particulares, hasta hípicas. Dentro de estas últimas, el soberano tuvo una cuadra de caballos de carreras bajo este nombre. La cuadra del duque de Toledo utilizaba con colores morado y aspas rojas.
En este último aspecto, el título llegó a ser utilizado como objeto para caricaturas amables del soberano.
Tras la caída de la monarquía, el monarca continuó utilizando este título de incógnito incluyendo durante su participación en ceremonias oficiales.
En la posguerra el título fue elegido para dar nombre a un premio hípico anual en el Hipódromo de la Zarzuela, el Gran Premio Memorial Duque de Toledo.

### Individuales
1. ↑  Martín Rey y Cabieses, Amadeo (18 de julio de 2018). ««El Duque de Toledo» o Alfonso XII». La Razón (España).
2. ↑  Utrera Gómez, Reyes (18 de noviembre de 2016). «Isabel II y la fotografía : imágenes de una vida». Estudios de Historia de España 15 (0): 217-254. ISSN 2469-0961. Consultado el 20 de agosto de 2023.
3. ↑  Burdiel, Isabel (1998). «Isabel II: Un perfil inacabado». Ayer (29).
4. ↑  «Noticias de España. El rey en Francia. Viaje en automóvil». El Comercio (Filipinas). 6 de septiembre de 1905. p. 3.
5. ↑  «Las tarjetas a través del tiempo». La Tribuna (Madrid). 6 de enero de 1913. p. 4.
6. ↑  «Telegramas. Arcachon 22 (noche).». El Siglo (Madrid). 23 de agosto de 1879. p. 2.
7. ↑  «Viaje por el extranjero del Príncipe de Asturias». El Mañana (periódico). 9 de julio de 1930. p. 5.
8. ↑  «El viaje del Príncipe de Asturias». La Época (Madrid). 3 de julio de 1930. p. 5.
9. ↑  «El automóvil del Rey». La Época (Madrid). 28 de febrero de 1905. p. 2.
10. 1 2  «De madrugada. Durante su viaje...». El Globo (Madrid). 25 de julio de 1907. p. 3.
11. ↑  «WILL EXAMINE ALFONSO.: London Specialist in Tuberculosis is to be Consulted». The New York Times (en inglés). 26 de octubre de 1907.
12. ↑  Sherrill, Charles H. (1923). «Certain Belgian Personalities». The North American Review 218 (813). pp. 179-188. ISSN 0029-2397. Consultado el 20 de agosto de 2023.
13. ↑  «Noticia inexacta». La Correspondencia de España. 6 de mayo de 1917. p. 3.
14. ↑  «KING JOINS JOCKEY CLUB.: Alfonso of Spain Made Honorary Member of English Organization». The New York Times (en inglés). 18 de diciembre de 1919.
15. ↑  «Algo de todo. Hípicas». Toros y toreros. 26 de junio de 1917. p. 22.
16. 1 2  Ganivet, A. d (21 de octubre de 2013). «Caballos y Caballeros: Memoria del Memorial: el Duque de Toledo». Caballos y Caballeros. Consultado el 20 de agosto de 2023.
17. ↑  Terránea (4 de agosto de 2022). «Cuadra Duque de Toledo, la yeguada que bautizó Alfonso XIII». Blog de Terránea. Consultado el 20 de agosto de 2023.
18. ↑  «El duque de Toledo. La figura más relevante del "turf" español». Gran vida. p. 3.
19. ↑  «ALFONSO EXPECTED IN LONDON TODAY. King Alfonso Expected in London Today; Paris Police Urge Him to Quit That City.». The New York Times (en inglés). 20 de abril de 1931.
20. ↑  «Alfonso in Jerusalem». The New York Times (en inglés). 3 de marzo de 1923.
21. ↑  «PIUS XII TAKES OVER ST. JOHN LATERAN. Pope takes over St. John Lateran in pageant last held 93 years ago: 20,000 in streets join with the hierarchy and Italian aristocracy in paying homage to bishop of Rome». The New York Times (en inglés). 19 de mayo de 1939.
22. ↑  Miguel, Sergio (27 de octubre de 2013). «¿Por qué Duque de Toledo?». La Tribuna de Toledo. Consultado el 20 de agosto de 2023.

- Datos: Q121616966
- Multimedia: Duke of Toledo / Q121616966